# Ambassade de France au Vanuatu
L'ambassade de France au Vanuatu est la représentation diplomatique de la République française en république de Vanuatu. Elle est située à Port-Vila, la capitale du pays, et son ambassadeur est, depuis 2022, Jean-Baptiste Jeangène Vilmer.

## Histoire
À la suite du séisme de 2024, l'ambassadeur français dans un message posté sur X annonce que l'ambassade est « détruite » mais que le personnel diplomatique est « sain et sauf ».

## Ambassadeurs de France au Vanuatu
Les ambassadeurs de France au Vanuatu ont été successivement :

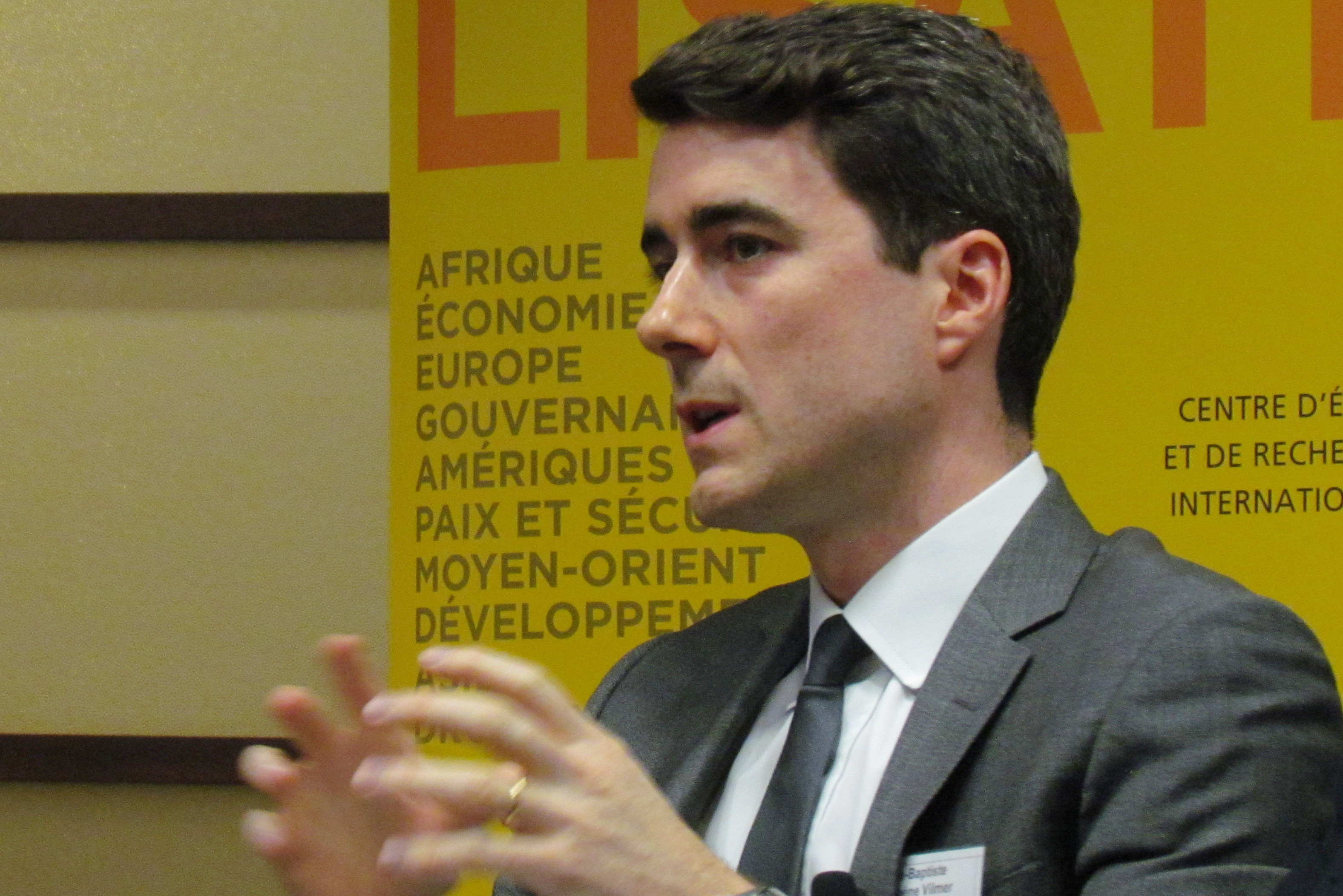
Jean-Baptiste Jeangène Vilmer, ambassadeur au Vanuatu depuis 2022.

| De   | À    | Ambassadeur                   | Réf.  |
| ---- | ---- | ----------------------------- | ----- |
| 1980 | 1981 | Yves Rodrigue (d)             | [ a ] |
| 1981 | 1984 | Marc Menguy (d)               | [ b ] |
| 1984 | 1987 | Philippe Baude (d)            | [ c ] |
| 1986 | 1987 | Henri Crépin-Leblond (d)      | [ d ] |
| 1992 | 1996 | Jean Mazeo (d)                | [ e ] |
| 1996 | 1999 | Jean-Claude Moreau (d)        | [ f ] |
| 1999 | 2002 | Patrick Amiot (d)             | [ g ] |
| 2002 | 2005 | Jean Garbe (d)                | [ h ] |
| 2005 | 2008 | Pierre Mayaudon (d)           | [ i ] |
| 2008 | 2011 | Françoise Maylié (d)          | [ j ] |
| 2011 | 2014 | Michel Djokovic (d)           | [ k ] |
| 2014 | 2016 | Alain du Boispéan             | [ l ] |
| 2016 | 2018 | Gilles Favret (d)             | [ m ] |
| 2018 | 2019 | Robby Judes                   | ,     |
| 2019 | 2022 | Pierre Fournier (d)           | [ p ] |
| 2022 | auj. | Jean-Baptiste Jeangène Vilmer | [ q ] |

## Consulat

### Communauté française
Au 31 décembre 2016, 1 900 Français sont inscrits sur les registres consulaires au Vanuatu.
| 2001 | 2002  | 2003  | 2004  |
| ---- | ----- | ----- | ----- |
| 908  | 1 049 | 1 018 | 1 113 |

| 2005  | 2006  | 2007  | 2008  |
| ----- | ----- | ----- | ----- |
| 1 109 | 1 354 | 1 424 | 1 594 |

| 2009  | 2010  | 2011  | 2012  |
| ----- | ----- | ----- | ----- |
| 1 696 | 1 853 | 1 962 | 1 934 |

| 2013  | 2014  | 2015  | 2016  |
| ----- | ----- | ----- | ----- |
| 1 978 | 1 947 | 1 840 | 1 900 |

### Circonscriptions électorales
Depuis la loi du 22 juillet 2013 réformant la représentation des Français établis hors de France avec la mise en place de conseils consulaires au sein des missions diplomatiques, les ressortissants français du Vanuatu élisent pour six ans un conseiller consulaire. Ce dernier a trois rôles : 
1. il est un élu de proximité pour les Français de l'étranger ;
2. il appartient à l'une des quinze circonscriptions qui élisent en leur sein les membres de l'Assemblée des Français de l'étranger ;
3. il intègre le collège électoral qui élit les sénateurs représentant les Français établis hors de France.

Pour l'élection à l'Assemblée des Français de l'étranger, le Vanuatu appartenait jusqu'en 2014 à la circonscription électorale de Sydney, comprenant l'ensemble des États de l'Océanie (sauf Palaos) et désignant trois sièges. Le Vanuatu appartient désormais à la circonscription électorale « Asie-Océanie » dont le chef-lieu est Hong Kong et qui désigne neuf de ses 59 conseillers consulaires pour siéger parmi les 90 membres de l'Assemblée des Français de l'étranger.
Pour l'élection des députés des Français de l’étranger, le Vanuatu dépend de la 11e circonscription.

## Délégation de la Nouvelle-Calédonie
Au début du mois d'octobre 2010, le gouvernement de la Nouvelle-Calédonie finalise avec le ministère des Affaires étrangères à Paris le processus de recrutement de « représentants consulaires », ou « délégués » (au début 2011 pour le premier, puis en 2018 pour les quatre autres, à travers des épreuves écrites et un grand oral), de formation (d'un an, de septembre 2011 à septembre 2012 pour le premier puis de juin 2018 à juin 2019 pour les quatre suivants, à l'IEP de Paris en partenariat avec le Quai d'Orsay), puis de positionnement (à partir de novembre 2012 et finalement de juillet – septembre 2019). Ceux-ci sont chargés de porter la voix propre de la Nouvelle-Calédonie dans les cinq ambassades françaises en Océanie (en Australie, en Nouvelle-Zélande, au Vanuatu, en Papouasie-Nouvelle-Guinée et aux Fidji), comme prévu par l'Accord de Nouméa.
La première nomination d'un de ces « délégués » auprès de l'ambassade de France au Vanuatu se fait le 14 juin 2019 pour une installation le 15 juillet 2019, le premier titulaire de ce poste étant ainsi Gaston Wadrawane. La délégation siège dans le bâtiment où est implantée l'ambassade, sur Kumul Highway, à Port-Vila.
Les « délégués de la Nouvelle-Calédonie au Vanuatu » ont été successivement : 
| De   | A    | Délégué          |
| ---- | ---- | ---------------- |
| 2019 | 2023 | Gaston Wadrawane |
| 2023 | auj. | Rose Wete        |